# The Wicked Symphony
The Wicked Symphony je čtvrté studiové album rockové opery Avantasia. Album vyšlo 3. dubna 2010 společně s pátým studiovým albem, Angel of Babylon. Jedná se o druhou část The Wicked Trilogy.

## Seznam skladeb
1. The Wicked Symphony
2. Wastelands
3. Scales Of Justice
4. Dying For An Angel
5. Blizzard On A Broken Mirror
6. Runaway Train
7. Crestfallen
8. Forever Is A Long Time
9. Black Wings
10. States Of Matter
11. The Edge

## Obsazení
- Tobias Sammet – zpěv, baskytara
- Sascha Paeth – kytara
- Michael Rodenberg – klávesy
- Eric Singer – bicí

### Hosté

#### Hudebníci
- Bruce Kulick – kytara
- Oliver Hartmann – kytara
- Felix Bohnke – bicí
- Alex Holzwarth – bicí
- Simon Oberender – varhany

#### Zpěváci
- Jørn Lande
- Michael Kiske
- Russell Allen
- Klaus Meine
- Tim „Ripper“ Owens
- Bob Catley
- André Matos
- Ralf Zdiarstek